# Fenestrulina antarctica
Fenestrulina antarctica är en mossdjursart som beskrevs av Hayward och Thorpe 1989. Fenestrulina antarctica ingår i släktet Fenestrulina och familjen Microporellidae. Inga underarter finns listade i Catalogue of Life.